# 永久少年 Eternal Boys
《永久少年 Eternal Boys》（日語：永久少年 Eternal Boys）是由2022年10月10日起播出的日本原創電視動畫，由LIDENFILMS製作，共24集。

## 角色列表
真田健太郎（聲：平川大輔）

石田直樹（聲：小西克幸）

淺井悠（聲：福山潤）

今川剛（聲：浪川大輔）

山中大輔（聲：森川智之）

柿崎誠（聲：佐佐木望）

## 電視動畫
- 原作：满福艺能Production
- 導演：migmi
- 系列构成：上野贵美子
- 角色原案：ma2
- 角色设计：朝井圣子
- 次要角色设计：福世真奈美、永川桃子、高畑香织、山下芳纪理
- 服装设计：高畑香织、山下芳纪理
- 道具设计：原由知、丹羽彩乃
- 美术监督：平间由香
- 美术设定：平义树弥
- 色彩设计：相田美里
- 摄影监督：后藤晴香
- 3DCGI制作人：三浦辰夫
- 3DCGI监督：山崎嘉雅
- 3DCGI主建模师：松永航
- 剪辑：榎田美咲
- 音响监督：田中亮
- 音响效果：武藤晶子
- 音响制作：东北新社
- 音乐：桥本由香利
- 音乐制作人：齐藤一美
- 音乐制作：富士太平洋音乐
- 出品人：桑田靖（富士电视台）、村上洁、浅田靖浩、盐田周三、松浦裕晓、藤本款、中岛瑞木、国枝信吾、佐佐木朗、青柳昌行
- 统括：高濑透子（富士电视台）
- 制作人：榎本有希（富士电视台）、西川恭平、赤木优子
- 助理制作人：熊本统夫（富士电视台）、大野由纪子、小泽文启、长谷川阳子、长谷川嘉范、大下梨乃
- 动画制作人：大山裕一
- 动画制作：LIDENFILMS
- 出品：永久少年project（富士电视台、King Record、Aeon Entertainment、Polygon Pictures、ULTRA SUPER PICTURES、KlockWorx、coly、movic、ANIMAX、KADOKAWA）

### 配音
- 真田健太郎：平川大辅
- 石田直树：小西克幸
- 浅井悠：福山润
- 今川刚：浪川大辅
- 山中大辅：森川智之
- 柿崎诚：佐佐木望

满福艺能事务所
- 满田福子：野一祐子
- 佩佩酱：千菅春香
- 宇喜多莲：花守由美里
- 尼古莱朝仓：东地宏树

Gentleman
- 爽田佐和绪：森久保祥太郎
- 蓝染悦郎：寺岛拓笃
- 井伊莲司：笠间淳
- 叶小坂初：KENN

Story of Love
- 吾妻创辉：小林千晃
- 小鸟遊贤人：仲村宗悟
- 小田桐信长：河本启佑
- 神乐坂咲乐：堀江瞬
- 东十条知架：石谷春贵
- 林君杰：朗斯贝里·亚瑟

### 各话标题
| 话数   | 日文标题         | 中文标题       | 剧本       | 分镜              | 演出           | 作画监督                                                                  | 总作画监督        |
| ------ | ---------------- | -------------- | ---------- | ----------------- | -------------- | ------------------------------------------------------------------------- | ----------------- |
| 第1话  | 再就職           | 再就业         | 上野贵美子 | migmi             | migmi          | 臼井里江、梅田香 北泽典子、佐佐木彩香 西川雅史                            | 朝井圣子          |
| 第2话  | 社宅             | 公司宿舍       | 上野贵美子 | migmi             | 唐泽凉太 migmi | 北条直明、杉本幸子 岩崎亮、森悦史                                         | 朝井圣子          |
| 第3话  | 始業             | 开始活动       | 上野贵美子 | 青柳隆平          | 徐惠真         | 西愿宏子、长友望己 中岛骏                                                 | 佐佐木彩香        |
| 第4话  | ザ・真田健太郎   | 真田健太郎其人 | 上野贵美子 | 青柳隆平          | 徐惠真         | 村上龙之介、山口光纪 后藤孝宏、西愿宏子                                   | 佐佐木彩香        |
| 第5话  | MV               | MV             | 樋口七海   | 西田正义 migmi    | 中川聪         | 杉本幸子、北条直明 岩崎亮、园田大势                                       | 小泽圆            |
| 第6话  | 柿崎誠スペシャル | 柿崎诚特别篇   | 樋口七海   | 长友孝和          | 中川聪         | Lee Jong Man 鹈池一马、杉本幸子                                           | 池田志乃 佐野阳子 |
| 第7话  | 初ライブ         | 首次演唱会     | 福岛直浩   | 江副仁美 臼井文明 | オダマアキラ   | 阿部安佳里、佐藤爱架 臼井里江、柑原豆真 西愿宏子、奥野伦史                | 长友望己          |
| 第8话  | CDデビュー       | CD出道         | 福岛直浩   | 长友孝和          | オダマアキラ   | 中岛骏、柑原豆真 儿玉亮、佐藤千春 阿部安佳里、佐藤爱架 西愿宏子、饭饲一幸 | 长友望己          |
| 第9话  | 石田直樹の夜明け | 石田直树的黎明 | 上野贵美子 | 高桥雅之          | 滨田翔         | 村山绫音、友田美智子                                                      | 佐藤千春          |
| 第10话 | アイドルフェス   | 偶像大典       | 樋口七海   | 青柳隆平          | 滨田翔         | 和田胜之、米田骑士 星和伸                                                 | 奥野伦史 古谷梨绘 |
| 第11话 | 山中大輔の流儀   | 山中大辅的作风 | 福岛直浩   | 西田正义          | 佐本三国       | Kim dae jung Park mi hyun Oh yang hyun                                    | 朝井圣子          |
| 第12话 | 休日             | 假日           | 樋口七海   | 吉田泰三          | 中川聪         | Lee Jung pil、北条直明 鹈池一马、岩崎亮                                   | 朝井圣子          |
| 第13话 | 退社             | 退出           | 上野贵美子 | 高桥雅之          | 青柳隆平       | 三桥樱子、村上龙之介                                                      | 西道拓哉          |
| 第14话 | 中途採用試験     | 中途招聘测试   | 福岛直浩   | 青柳隆平          | 青柳隆平       | 内野明雄、森悦史                                                          | 佐藤千春 奥野伦史 |
| 第15话 | 情熱今川剛大陸   | 热情今川刚大陆 | 樋口七海   | 樋口香里          | 唐泽凉太       | 木下裕孝、中岛骏 内藤伊之介、柑原豆真                                     | 奥野伦史          |
| 第16话 | 地方営業         | 外地活动       | 樋口七海   | 吉田泰三          | 唐泽凉太       | 古谷梨绘、佐野阳子 臼井里江、高田浩美                                     | 古谷梨绘 臼井里江 |

### 主題曲
片头曲
- Dreamy Life（第2~12话）
  - 歌：Gentlemen（爽田佐和绪、蓝染悦郎、井伊莲司、叶小坂初 / CV. 森久保祥太郎、寺岛拓笃、笠间淳、KENN）
  - 作词：Soma Genda，作曲、编曲：Mitsu.J
  - 第1话作为片尾曲使用
- My Way
  - 歌：永久少年（真田健太郎、石田直树、浅井悠、今川刚、山中大辅、尼古拉朝仓 / CV. 平川大辅、小西克幸、福山润、浪川大辅、森川智之、东地宏树）
  - 作词、作曲、编曲：SHOW
  - 第13话作为片尾曲及插入曲使用

片尾曲
- FRIENDS（第2~6话、第8~12话）
  - 歌：Story of Love（吾妻创辉、小鸟游贤人、小田桐信长、神乐坂咲乐、东十条知架、林君杰 / CV. 小林千晃、仲村宗悟、河本启佑、堀江瞬、石谷春贵、朗斯贝里·亚瑟）
  - 作词：Amon Hayashi，作曲：Erde、Daniel Durn、Katrine"Neya"Klith，编曲：Erde
- Story of Love
  - 歌：Story of Love（吾妻创辉、小鸟游贤人、小田桐信长、神乐坂咲乐、东十条知架、林君杰 / CV. 小林千晃、仲村宗悟、河本启佑、堀江瞬、石谷春贵、朗斯贝里·亚瑟）
  - 作词：Amon Hayashi，作曲：ALSYA & Alfred Chan，编曲：ALSYA
  - 第13话作为片头曲使用

插曲
- つよしのまろやか男道（第1、16话）
  - 歌：今川刚 CV.浪川大辅
  - 作词：设乐哲也，作曲：eNu
- シャル・ウィ・ダンス？（第3、4、10话）
  - 歌：Gentlemen（爽田佐和绪、蓝染悦郎、井伊莲司、叶小坂初 / CV. 森久保祥太郎、寺岛拓笃、笠间淳、KENN）
  - 作词：Masaki Tanami，作曲、编曲：Mitsu.J
- Eternal（第7、10、13、16话）
  - 歌：永久少年（真田健太郎、石田直树、浅井悠、今川刚、山中大辅、柿崎诚 / CV. 平川大辅、小西克幸、福山润、浪川大辅、森川智之、佐佐木望）
  - 作词：SHOW，作曲：SHOU & C.ON，编曲：C.ON & Mitsu.J
- GENTLEMAN（第9话）
  - 歌：Gentlemen（爽田佐和绪、蓝染悦郎、井伊莲司、叶小坂初 / CV. 森久保祥太郎、寺岛拓笃、笠间淳、KENN）
  - 作词：Soma Genda & 多田慎也，作曲：多田慎也 & A.K.Janeway。编曲：A.K.Janeway
- 永遠に…（第13话）
  - 歌：永久少年（真田健太郎、石田直树、浅井悠、今川刚、山中大辅、柿崎诚 / CV. 平川大辅、小西克幸、福山润、浪川大辅、森川智之、佐佐木望）
  - 作词：上野贵美子，作曲、编曲：SHOW

## 衍生作品

### 漫画版
漫画版由ちゃんさな作画，于2022年4月15日在《月刊Comic Gene》2022年5月号上开始连载，单行本由KADOKAWA出版。
| 册数 | 出版日期       | ISBN           |
| ---- | -------------- | -------------- |
| 1    | 2022年11月26日 | 978-4046816955 |

### 游戏版
永久少年 Side Project -Twilight Spica-
由coly出品，内容为与永久少年同一天发表的Story of Love的成员每天贴近的语音小说游戏。于2023年配信。

## 外部連結
- 官方網站（日語）
- 永久少年 Eternal Boys的X（前Twitter）（日語）